# 마트 (이집트 신화)
마아트Ma'at, Maat, Mayet)는 이집트 신화에 나오는 법과 정의, 조화, 진리, 지혜의 여신이다. 그녀의 머리 위에 꽂힌 깃털이 마아트의 상징이다. 태양신 라의 딸이며 달의 신인 토트의 아내이다. 머리에 깃털장식을 한 모습이나 새의 날개를 양손에 든 모습으로 묘사된다. 이집트 창조 신화에 중요한 역할을 하는 여신으로 법과 정의, 조화의 법칙 그 자체를 인격화한 존재로서, 이집트의 지상 신 파라오조차 그녀를 거스를 수 없었다. 그래서 그녀는 고대 이집트 전 지역에서 숭배되었다.

## 이름
마아트 혹은 마옛은 한때 무앗(Muʔʕat)으로 발음되었을 것이라 추정된다. 그녀는 고대 이집트 종교 초기에는 사회와 자연의 법칙으로써 고왕국때 숭배 되었는데, 신왕국에 들어서서 그녀는 태양신 라의 딸로써 그의 태양의 돛단배에 거주하며, 토트의 아내로써 진리와 지혜, 정의의 여신으로 추앙받게 되었다.

## 신화

### 탄생
마아트는 그의 아버지 태양신 라에게서 태어났다고 전해진다. 태양신 라는 남신이지만 자웅동체여서 스스로 4명의 딸을 낳았는데, 그중 한 명이 마트이다.

### 창조 신화
벤벤이라는 언덕이 최초 혼돈(무저갱 혹은 누)로부터 솟아 오른 후, 그 언덕에서 최초의 신 아툼이 스스로 존재하게 되었다. 그는 가장 처음으로 빛을 창조하였는데, 이는 태양신 라가 되었다. 라는 스스로 우주의 창조 법칙의 여신인 마아트를 낳았다. 그녀가 태어난 후로는 혼돈이 사라지고 조화가 자리 잡기 시작하였는데, 이로 인하여 태양신 라와 창조신 아톤, 법과 조화의 여신 그녀 자신이 삼위일체를 이루어 우주를 창조하였다고 전해진다.
이러한 조화의 여신으로써의 특징은 타 종교인 도교, 유교와 닮은점이 있다.

### 마아트의 법
몇 개 남지 않은 고대 이집트 법의 자료에 의하면, 마아트는 법의 세세한 설명보다 더 강력한 정의의 상징으로써 법관들에게 받아 들여졌다. 진실과 정의의 여신으로써 그녀의 정신은 고대 이집트 법이 제정될 때 기본적으로 참조되었다. 제 5왕조 이래로 파라오의 장관들은 마아트 성직자라 불린 정의에 책임을 져야했으며, 재판관들은 마아트의 현신으로써 우대 받았다.
후에 고고학자들과 철학자들은 파라오의 문서인 세바잇을 비롯, 지혜가 담긴 고문서들로부터 마아트의 개념을 구체화 시켰다. 이러한 문서들로부터 고대 이집트에서 공공 사회와 전문적인 상황들로부터 발생한 문제들을 마아트의 정신속에 가장 최선의 방법으로 풀 수 있는 방법이 무엇인지 알려주었다. 또한 이 문서들의 해결 방법은 굉장히 실용적이고 고차원적이었으며, 그래서 몇몇 종류들의 타 지역의 고대 법들이 그들로부터 유래했음을 밝혔다.
프톨레마이오스 왕조에서는 고대 그리스의 법이 고대 이집트의 법과 같이 동등한 지위로 존재하였다. 고대 이집트법은 여성의 권리를 보호하고 주권을 행사할 수 있도록하여 남녀평등을 이룬 법이었는데, 이는 당대의 남성주위적인 고대 그리스와 로마 제국에도 영향을 끼쳤다. 이집트가 로마 식민지가 되었을 때에는 로마 제국이 자국의 법을 이집트에도 강요하였다.

### 사자의 서
사자의 서에 나오는 심장 무게 달기 의식에서 마아트는 저울의 한쪽에 자신의 깃털을 올려놓고 이를 감독하는 역할을 한다. 또한 사자의 서에 적힌 42가지의 부정 고해 목록(아니의 파피루스)은 "마아트 고백진술"로도 불린다.

1. 나는 죄를 범하지 않았다.
2. 나는 강도질을 하지 않았다.
3. 나는 물건을 훔치지 않았다.
4. 나는 남자나 여자를 죽이지 않았다.
5. 나는 곡물을 훔치지 않았다.
6. 나는 제물을 훔치지 않았다.
7. 나는 신의 재산을 훔치지 않았다.
8. 나는 거짓말을 하지 않았다.
9. 나는 음식을 가지고 도망가지 않았다.
10. 나는 저주를 하지 않았다.
11. 나는 불륜을 저지르지 않았다.
12. 나는 사람에게 거짓말을 하지 않았다.
13. 나는 한탄하지 않았다.
14. 나는 심장을 먹지 않았다. (역주 - 나는 양심의 가책을 느낄 일을 하지 않았다.)
15. 나는 누구도 공격하지 않았다.
16. 나는 사기를 치지 않았다.
17. 나는 경작지를 훔치지 않았다.
18. 나는 엿듣지 않았다.
19. 나는 명예훼손을 하지 않았다.
20. 나는 이유 없이 화내지 않았다.
21. 나는 부녀자를 유혹하지 않았다.
22. 나는 나 스스로를 타락시키지 않았다.
23. 나는 누구도 공포에 떨게 하지 않았다.
24. 나는 법을 어기지 않았다.
25. 나는 격노하지 않았다.
26. 나는 진실의 단어에 귀를 닫지 않았다.
27. 나는 신성모독을 하지 않았다.
28. 나는 폭력을 행하지 않았다.
29. 나는 싸움을 선동하지 않았다.
30. 나는 경솔함을 행하지 않았다.
31. 나는 사정을 엿보지 않았다.
32. 나는 한 입으로 두말하지 않았다.
33. 나는 악을 행하지 않았다.
34. 나는 왕을 해하는 저주를 하지 않았다.
35. 나는 물이 흐르는 것을 강제로 멈추지 않았다.
36. 나는 내 목소리를 치켜세우지 않았다.
37. 나는 신을 저주하지 않았다.
38. 나는 오만을 행하지 않았다.
39. 나는 신의 빵을 훔치지 않았다.
40. 나는 죽은자의 영혼으로부터 켄푸(빵)를 훔치지 않았다.
41. 나는 아이들의 빵을 뺏거나 내 도시의 신을 경멸하지 않았다.
42. 나는 신의 가축을 죽이지 않았다.

### 깃털

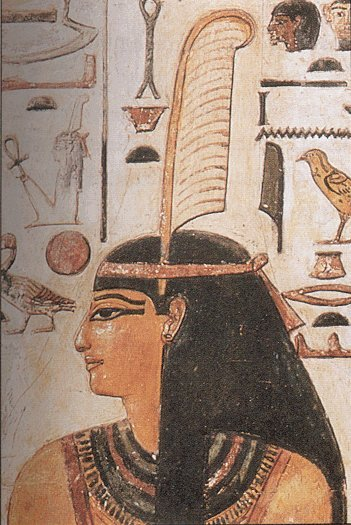
깃털을 머리에 쓴 마아

깃털은 《사자의 서》에 나온 심장 무게 달기 의식에서 사람이 죄를 지었는지 안지었는지 저울에 마아의 날개를 놓고 심장의 무게를 제어 판단하는 것에서 볼 수 있듯이, 선의 무게를 상징한다. 심장이 깃털보다 무거우면 죄를 많이 지었다는 뜻으로서, 죽은 자는 부활의 땅에 발을 들일 수 없었다. 마트아 깃털은 선과 양심을 의미하며, 이는 기독교와 같은 타 문화에도 영향을 주어 하얀 깃털의 선하고 성스러운 이미지를 고착시켰다.

## 고대 이집트 사법 제도
고대 이집트의 사법 제도는 현재 사법 제도에 직접적인 영향을 주었다. 재판관, 검사, 서기관, 원고, 피고로 이루어진 고대 이집트의 사법 제도는 현재와 매우 유사하다. 이는 《사자의 서》에서도 볼 수 있는데, 죽은 자는 피고로, 저승의 신 오시리스가 재판관의 역할을 하며, 토트가 서기관 등으로 나온다. 마아트는 법정의 수호여신으로써 법과 정의를 감찰하고 재판관은 마아트의 뜻을 받들어 최대한 정의롭게 판결을 내렸다. 마아트의법 자체가 신격화되었기 때문에 이집트의 왕이자 지상신으로 추앙된 파라오조차도 법원의 판결에 굴복할 수밖에 없었다.

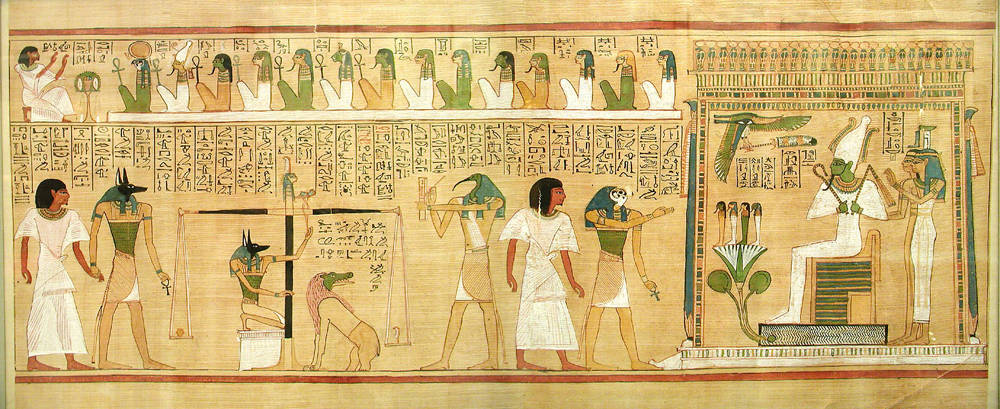
사자의 서에 나온 심장 무게 달기 의식

## 같이 보기
- 토트
- 이집트 신화의 우주론
- 사자의 서
- 이집트 창조 신화
- 정의의 여신